# Alternarioza dyniowatych

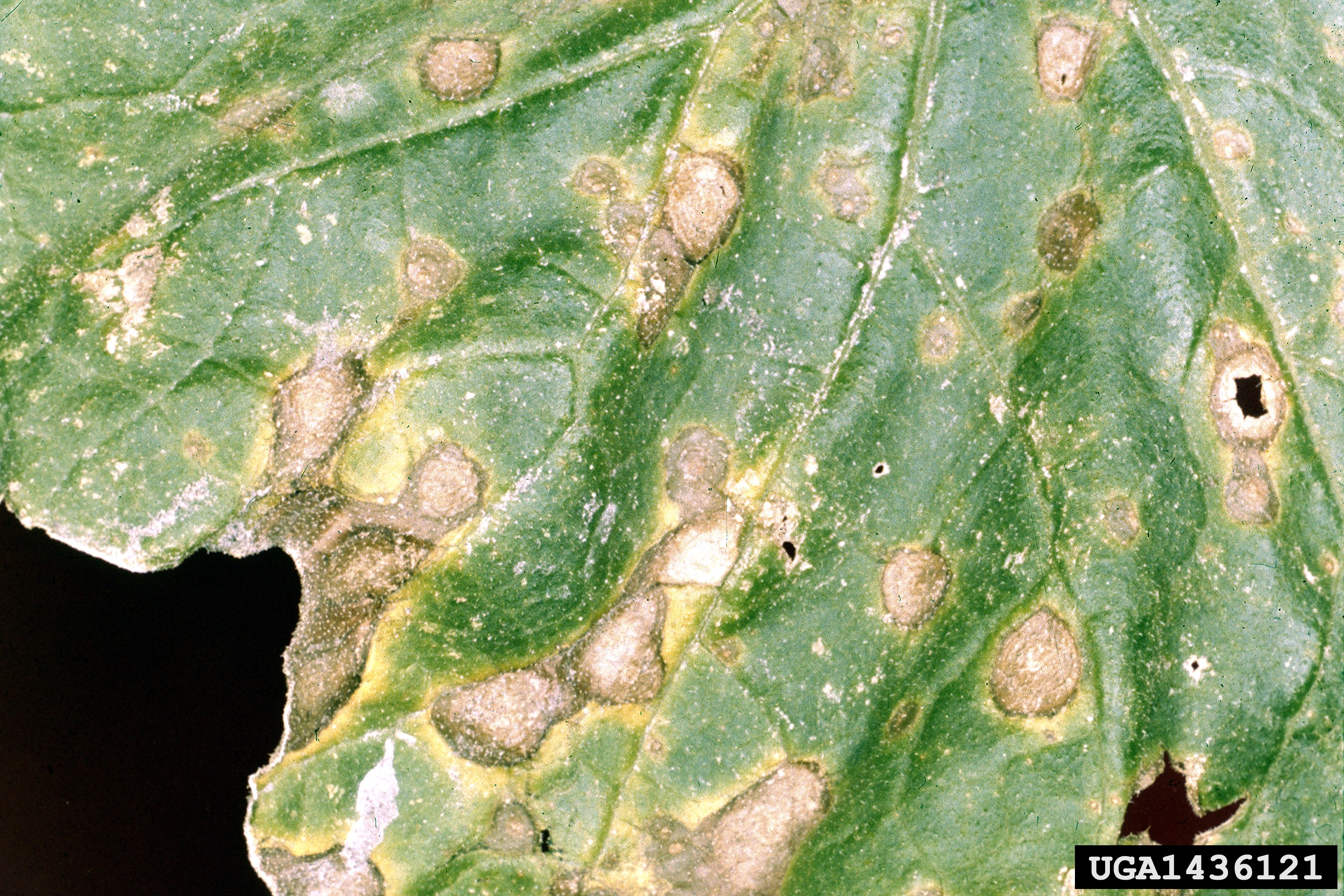
Objawy alternariozy na liściu melona

Alternarioza dyniowatych (ang. leaf blight of cucurbits, leaf spot of cucumber) – grzybowa choroba roślin z rodziny dyniowatych (Cucurbitaceae) wywołana przez Alternaria cucumerina i różne gatunki z rodzaju Ulocladium.

## Objawy i szkodliwość
Choroba może powodować poważne uszkodzenia podczas długich okresów deszczowej pogody. Do produkcji konidiów przez wywołujące ją grzyby potrzebna jest wysoka wilgotność względna. Choroba występuje sporadycznie, ale czasami może być katastrofalna, jeśli nie zostanie w porę zahamowana. Może powodować zmniejszenie plonów i mniejsze owoce.
Pierwszymi objawami choroby są plamy na liściach, pojawiające się najpierw na starszych liściach w środkowej i górnej części rośliny. Zaczynają się od małych, martwiczych plamek i powiększają się, w końcu stają się koncentryczne strefowane z żółtą obwódką. Inne części rośliny nie są bezpośrednio porażone. Czasami jednak objawy na dojrzałych owocach pojawiają się wklęsłe i koncentryczne zmiany o średnicy kilku centymetrów. Uszkodzone tkanki są często pokryte ciemnooliwkowozielonym filcem składającym się z konidioforów i konidiów grzyba. Alternaria cucumerina może również powodować uszkodzenia podczas transportu i przechowywania owoców, zwłaszcza na melonach i kabaczkach.
Alternarioza dyniowatych występuje na wielu ich gatunkach, największe szkody wyrządza w uprawie melona.

## Epidemiologia
A. cucumerina może w postaci grzybni i tworzonych przez nią chlamydospor przetrwać w szczątkach chorych roślin przez co najmniej dwa lata. Jej konidia jednak, chociaż trwale przeżywają suszę przez kilka miesięcy, w glebie szybko tracą swoją żywotność. Patogen może rozprzestrzeniać się także przez nasiona. A. cucumerina może przetrwać także na niektórych dziko rosnących roślinach i ich resztkach. Rośliny te mogą stanowić źródło infekcji dla dyniowatych uprawianych na polu.
Źródłem infekcji pierwotnej A. cucumerina jest jej grzybnia w glebie lub konidia. Grzybnia wnika bezpośrednio do naskórka roślin przez rany lub przetchlinki. Konidia w gorących i wilgotnych warunkach infekują rośliny do 46 godzin po wykiełkowaniu. Grzybnia w tkankach rośliny atakuje je i stopniowo niszczy. Inkubacja trwa od 3 do 12 dni w zależności od warunków klimatycznych.
W czasie wilgotnej pogody grzybnia w porażonych roślinach zarodnikuje tworząc konidia, które rozprzestrzeniają chorobę dokonując infekcji wtórnych. Mogą one być przez wiatr przenoszone na znaczne odległości. Na mniejsze odległości przenoszą je rozbryzgi wody podczas deszczu.
Alternarioza dyniowatych szczególnie często występuje w rejonach o wysokiej temperaturze i dużej liczbie dni deszczowych. Obecność na liściach wolnej wody (rosy, deszcze, zraszanie) oraz temperatury od 21 do 32 °C bardzo sprzyjają infekcjom i tworzeniu się konidiów. Kiełkowanie tych ostatnich wymaga obecności wolnej wody na liściach i może zachodzić między 10 a 35 °C, z optimum 25–28 °C. Nasilenie choroby wzrasta proporcjonalnie do czasu trwania wilgoci.

## Ochrona
Nie ma odmian odpornych na alternariozę dyniowatych. Zapobiega się jej zmniejszając wilgotność względną podczas prac szklarniowych. W uprawie polowej należy unikać nawadniania pola przez zraszanie. Jeśli jest to konieczne, zabieg ten należy przeprowadzić rano, by liście zdążyły obeschnąć. Po zakończeniu cyklu produkcyjnego należy usuwać resztki roślin i głęboko zaorać glebę, aby zakopać pozostałe resztki roślin. Należy stosować dwuletni płodozmian.
Zazwyczaj choroba nie jest tak dotkliwa, by uzasadnione było stosowanie fungicydów, nie ma też zarejestrowanych preparatów do zwalczania jej. Większość fungicydów stosowanych w leczeniu chorób dyniowatych hamuje także alternariozę, do zwalczania tej choroby najskuteczniejsze są preparaty zawierające chlorotalonil.